# Kim Jong-nam
Ne doit pas être confondu avec Kim Yong-nam.
Dans ce nom coréen, le nom de famille, Kim, précède le nom personnel.
Kim Jong-nam, né le 10 mai 1971 à Pyongyang (Corée du Nord) et mort assassiné le 13 février 2017 à Sepang (Malaisie), est le fils aîné de Kim Jong-il, ancien chef d'État de la Corée du Nord, et de la maîtresse de ce dernier, Song Hye-rim.
Il a été assassiné par des agents nord-coréens après avoir fui la Corée du Nord, critiqué son régime et collaboré avec la CIA.

## Biographie

### Enfance et scolarité
Fils aîné du président Kim Jong-il, il était destiné à être son héritier. Cependant, il naît alors que son grand-père Kim Il-sung est encore en fonction : le fait que Kim Jong-nam soit issu d'une liaison avec une femme mariée venue de Corée du Sud était très mal considéré et il vit donc un temps caché, élevé par sa grand-mère et par sa tante, sa mère ayant une santé fragile. Il grandit dans un manoir comptant 100 domestiques et 500 gardes[réf. souhaitée]. Par la suite, son père a deux autres fils (Kim Jong-un et Kim Jong-chol) avec une nouvelle maîtresse (Ko Yong-hui), et Kim Jong-nam est envoyé au lycée français de Moscou puis dans une institution privée suisse, l'École internationale de Genève, résidant dans la villa du régime à Cologny. Il apprend le français et se passionne pour l'informatique,.

### Carrière politique
À 24 ans, il est promu général et obtient un poste dans la police secrète et dans le Parti du travail. En 1996, il participe à la purge de dissidents dans la ville frontière de Hyesan. Il est cependant décrit comme déprimé, semblant regretter les libertés qu'il avait goutées en Occident, multipliant alors les luxueux séjours à l'étranger. Déçu par son caractère et le trouvant trop indulgent avec les transfuges, Kim Jong-il le mute à la direction des services informatiques du pays, ce qui est vécu comme un désaveu. Il y est chargé de nouer des alliances à l'étranger pour récupérer des techniques de pointe dont le pays manque. Le discrédit de Kim Jong-nam est également lié à l'influence de la dernière compagne de Kim Jong-il, Ko Yong-hui, dont le dictateur était le plus amoureux et qui installe ses enfants en bonne position dynastique,.
Il était connu pour son goût de la fête, qu'il étanchait notamment à Macao et Pékin. Il aurait été dépendant des jeux de hasard, et aurait eu des liens dans des affaires de prostitution au Japon. Voyageant régulièrement (Asie orientale, Russie, Europe), il vivait surtout en Chine. Il est père de six enfants de trois femmes différentes.
Il travaillait avec la CIA et peut-être d'autres services de renseignement étrangers qu'il informait sur le fonctionnement du régime nord-coréen.

### Arrestation
En mai 2001, Kim Jong-nam est arrêté au Japon alors qu'il tente de se rendre à Tokyo Disneyland muni d'un faux passeport dominicain. Cela augmente la colère de son père, alors que le pays subit une famine. Il annule alors une visite diplomatique qu'ils devaient effectuer ensemble en Chine. Kim Jong-nam doit par ailleurs attendre un an avant de pouvoir revenir en Corée du Nord, s'installant finalement à Macao avec sa famille. Une autre version des raisons de l'arrestation indique qu'il faisait des trafics pour renflouer les caisses du régime nord-coréen. En tout état de cause, son style de vie était considéré comme nuisible.
En 2005, il aurait servi d'intermédiaire entre la future présidente sud-coréenne Park Geun-hye et le régime nord-coréen, au sujet du financement d'une fondation qu'elle dirigeait.

### Tentatives d'assassinat
En juin 2009, Kim Jong-nam aurait été victime d'une tentative d'assassinat à Macao. Le commanditaire serait son demi-frère Kim Jong-un. En 2012, il échappe à une autre tentative d'assassinat. Il écrit alors à son frère : « Je t'en prie, annule l’ordre de me punir, moi et ma fille. Nous n'avons nulle part où nous cacher. Notre seule issue est le suicide ».
En octobre 2010, alors que son demi-frère est pressenti pour succéder à son père, il se prononce contre la transmission héréditaire du pouvoir en Corée du Nord. Absent lors des funérailles de son père en 2011, il critique ensuite l'accession au pouvoir de Kim Jong-un, la qualifiant de « blague à destination du monde extérieur ». En 2012, il écrit un livre d'entretiens au Japon avec le journaliste Yogi Gomi, Mon père, Kim Jong-il et moi : il s'en prend au poids trop important de l'armée dans son pays d'origine et note que « sans réformes, l'économie va s'effondrer. Mais des réformes conduiront à une crise et à la fin du régime ».

### Assassinat
Il est assassiné par empoisonnement à l'aéroport de Kuala-Lumpur situé à Sepang en Malaisie le 13 février 2017, par deux femmes d'abord considérées comme des agents nord-coréennes,, la Vietnamienne Doan Thi Huong et l’Indonésienne Siti Aisyah. L'enquête judiciaire et les conclusions rendues en 2019 confirmeront qu'elles ont été piégées, participant à leur insu à l'empoisonnement alors qu'elles étaient persuadées de jouer à une caméra cachée. Chacune des deux femmes appliquera de l'huile contenant un agent neurotoxique, le VX, sur le visage et les yeux de Kim Jong-nam.
120 000 dollars ont été retrouvés dans son sac à dos. Des experts ont alors émis l'hypothèse qu'il avait reçu cette somme après une rencontre de deux heures avec un agent de la CIA, en échange d'informations sur le régime nord-coréen. Kim Jong-nam avait par le passé par ailleurs été considéré comme une possible alternative à la tête de la Corée du Nord, si Kim Jong-un venait à être renversé, bien qu'il ait affirmé ne pas avoir d'ambition politique. Il se pouvait également qu'il reste encore un « sous-marin » de Pyongyang pour s'approvisionner en technologie de l'étranger, mais qu'au fil du temps, n'ayant plus la même aisance financière, il se serait mis à trafiquer à son propre compte pour maintenir son train de vie. En 2012, il aurait déjà voulu faire défection en échange d'argent, mais le projet aurait échoué car il en demandait trop.
Cette mort est mise en parallèle avec celle du mentor de Kim Jong-un, son oncle Jang Song-taek (dernier hiérarque du régime dont Kim Jong-nam était proche). Pour Nam Sung-wook, professeur à l'université de Corée à Séoul et ancien chef de la section recherche des services secrets sud-coréens, « ce meurtre fait partie d'un plan implacable », affirmant qu'il était suivi et que l'assassinat avait été soigneusement planifié. Le fait que les agents nord-coréens présents à l'aéroport chargés de surveiller l'opération n'aient pas dissimulé leur visage est considéré par Nam Sung-wook comme la preuve que « Pyongyang voulait envoyer un message au monde en exécutant Kim Jong-nam de cette façon horrible. Pyongyang a voulu terroriser le reste du monde en utilisant une arme chimique dans un aéroport. Kim Jong-un veut régner longtemps et négocier en qualité de superpuissance. Il a un plan global, et ça en fait partie ».
Une crise diplomatique entre la Corée du Nord et la Malaisie s'ensuit, les pourparlers pour le désarmement nucléaire entre les États-Unis et la Corée du Nord cessent et la Chine désavoue Pyongyang, interdisant l'importation de son charbon, alors qu'il s'agit du pilier de l'économie nord-coréenne.
Le 11 mars 2019, les charges contre la femme indonésienne accusée dans cette affaire sont retirées. Le 1er avril 2019, Doan Thi Huong est également libérée par le tribunal malaisien.

## Généalogie
Kim Jong-nam a deux demi-frères, Kim Jong-chol et Kim Jong-un, nés de l'union entre Kim Jong-il et Ko Yong-hui.

## Culture populaire
- Kim Jong-Nam a inspiré à Steve Berry le personnage de Kim Yong-Jin, l'antagoniste principal de son roman Le Complot Malone[12].